# Eckhard Wollenweber

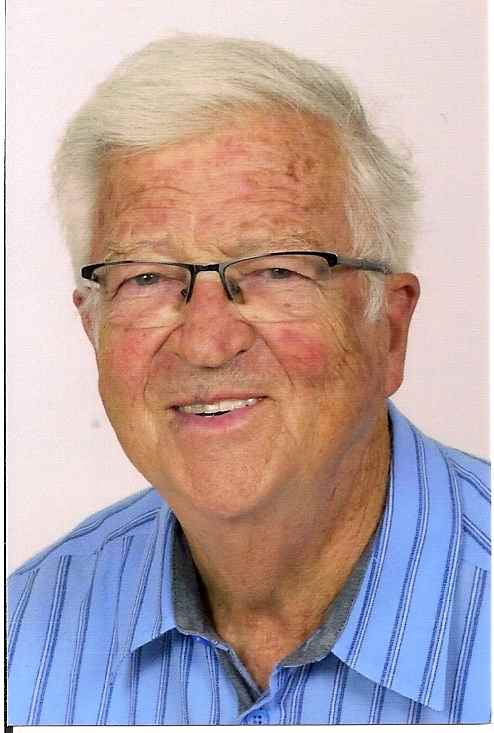
Eckhard Heinrich Wollenweber, 2018

Eckhard Heinrich Wollenweber (* 9. November 1941 in Kaiserslautern) ist ein deutscher Botaniker und Hochschullehrer.

## Leben
Wollenweber studierte von 1962 bis 1968 in Heidelberg Biologie und Chemie, dazu Pharmakologie im Nebenfach. Er absolvierte das Staatsexamen fürs Höhere Lehramt und promovierte 1970 in Botanik über das Vorkommen freier Flavonoide in und auf Pflanzen. Als Dozent an der TU Darmstadt habilitierte er sich 1974  und wurde 1980 zum Professor ernannt. Er unterrichtete  Pflanzenphysiologie, Chemie und Pharmakologie pflanzlicher Naturstoffe, Pflanzenanatomie und Kryptogamenkunde, betreute vor allem Staatsexamens- und Diplomarbeiten.

## Wirken
Seinem Forschungsschwerpunkt „Exkretflavonoide“ blieb Eckhard Wollenweber treu bis zu seiner Pensionierung 2007. Er galt als Experte für die Verbreitung, insbesondere für die externe Akkumulation von Flavonoid-Aglykonen und anderen lipophilen Naturstoffen auf pflanzlichen Oberflächen.
Wollenweber ist Mitglied in verschiedenen deutschen und internationalen Wissenschaftlichen Gesellschaften, war mehrere Jahre Mitglied des Conseil d’Administration du Groupe Polyphénols und wurde 1976 zum Investigador Asociado am Museo Nacional de Costa Rica ernannt.

## Veröffentlichungen (Auswahl)
Vollständiges Verzeichnis, 1969–2006: Nat. Prod. Comm. 1, i – x (2006).

### Originalarbeiten
- E. Wollenweber: Flavonoidmuster als systematisches Merkmal in der Gattung Populus. In: Biochem. Syst. Ecol. Band 3, 1975, S. 35–45.
- Y. Asakawa, T. Takemoto, E. Wollenweber, T. Aratani: Lasiocarpin A, B and C, three novel phenolic triglycerides from Populus lasiocarpa. In: Phytochemistry. Band 16, 1977, S. 1791–1795.
- V. H. Dietz, E. Wollenweber, J. Favre-Bonvin, L. D. Gómez P.: A novel class of complex flavonoids from the frond exudate of Pityrogramma trifoliata. In: Z. Naturforsch. Band 35c, 1980, S. 36–40.
- J. P. Bennet, B. D. Gomperts, E. Wollenweber: Inhibitory effects of natural flavonoids on secretion from mast cells and neutrophils. In: Arzneimittel-Forschung. Band 31, Nr. 3, 1981, S. 433–437.
- E. Wollenweber, G. Yatskievych: Flavonoid esters from the fern, Notholaena neglecta. In: J. Nat. Prod. (Lloydia). Band 45, 1982, S. 216–219.
- F. J. Arriaga-Giner, M. Iinuma, T. Tanaka, M. Mizuno, C. Scheele, E. Wollenweber: Novel flavonoids from the fern Notholaena sulphurea. In: Z. Naturforsch. Band 42c, 1987, S. 1063–1069.
- W. Greenaway, E. Wollenweber, T. Scaysbrook, F. R. Whatley: Novel isoferulate esters identified by GC/MS in bud exudates of Populus nigra. In: J. Chromatogr. Band 448, 1988, S. 284–290.
- E. Wollenweber, B. M. Hausen, W. Greenaway: Phenolic constituents and sensitizing  properties of propolis, poplar balsam and balsam of Peru. In: Bull. Groupe Polyphénols. Band 15, 1990, S. 112–120.
- J. N. Roitman, E. Wollenweber, J. F. Arriaga-Giner: Xanthones and triterpene acids as leaf exudate constituents of Orphium frutescens. In: J. Plant Physiol. Band 139, 1992, S. 632–634.
- K. Siems, G. Jas, F. J. Arriaga-Giner, E. Wollenweber, M. Dörr: On the chemical nature of epicuticular waxes in some succulent Kalanchoe  and Senecio-species. In: Z. Naturforsch. Band 50c, 1995, S. 451–454.
- C. Toiron, A. Rumbero, E. Wollenweber, F. J. Arriaga, M. Bruix: A new skeletal triterpenoid isolated from Empetrum nigrum. In: Tetrahedron Letters. Band 36, 1995, S. 6559–6562.
- F. J. Arriaga, A. Rumbero, E. Wollenweber: Two new triterpenes from the frond exudate of the fern Notholaena rigida. In: Z. Naturforsch. Band 51c, 1996, S. 423–425.
- K. M. Valant-Vetschera,  T. D. Bhutia, E. Wollenweber: Exudate flavonoids of Primula spp: Structural and biogenetic chemodiversity. In: Nat. Prod. Comm. Band 4, 2009, S. 365–370.

### Übersichtsarbeiten
- E. Wollenweber, V. H. Dietz: Occurrence and distribution of free flavonoid aglycones in plants (REVIEW). In: Phytochemistry. Band 20, 1981, S. 869–932.
- E. Wollenweber: The systematic implication of flavonoids secreted by plants. In: E. Rodriguez, P. L. Healey, I. Mehta (Hrsg.): Biology and Chemistry of Plant Trichomes. Plenum Press, New York 1984, S. 53–69.
- E. Wollenweber: Exkret-Flavonoide bei Blütenpflanzen und Farnen. In: Naturwiss. Band 78, 1989, S. 458–463.
- E. Wollenweber: On the distribution of exudate flavonoids among Angiosperms. In: Rev. Latinoamer. Quim. Band 21, 1990, S. 115–121.
- E. Wollenweber: Flavonoids, phenolics and terpenoids in leaf exudates of Angiosperms and Pteridophytes. In: S. Antus, M. Gábor, K. Vetschera (Hrsg.): Flavonoids and Bioflavonoids 1995. (Proc. Int. Biofl. Symp., Vienna, 1995). Akadémiai Kiadó, Budapest 1996, S. 211–220.
- H. Schneider, E. Wollenweber: Lipophilic exudates of Pteridaceae - chemistry and chemotaxonomy. In: Biochem. Syst. Ecol. Band 28, 2000, S. 751–777.
- K. M. Valant-Vetschera, E. Wollenweber: FLAVONES AND FLAVONOLS. In: O. M. Andersen, K. R. Markham (Hrsg.): Flavonoids. Chemistry, biochemistry and applications. CRC-Press, 2006, S. 617–748.

| Personendaten    | Personendaten                                      |
| ---------------- | -------------------------------------------------- |
| NAME             | Wollenweber, Eckhard                               |
| ALTERNATIVNAMEN  | Wollenweber, Eckhard Heinrich (vollständiger Name) |
| KURZBESCHREIBUNG | deutscher Botaniker und Hochschullehrer            |
| GEBURTSDATUM     | 9. November 1941                                   |
| GEBURTSORT       | Kaiserslautern                                     |